# 日本栄養士会
公益社団法人日本栄養士会（にほんえいようしかい, Japan Dietetic Association）は、栄養士、管理栄養士によって構成される職能団体である。1945年（昭和20年）5月21日に日本栄養士会の前身である大日本栄養士会が設立され、法人の設立は1959年（昭和34年）11月13日である。初代会長は医学博士の田中静雄。栄養に関する啓蒙、啓発活動の他、栄養士、管理栄養士の利益を守るための政治活動、ロビー活動などを行っている。栄養士、管理栄養士の任意加入団体である。

## リンク
- 公益社団法人日本栄養士会